# Lissonota fulva
Lissonota fulva är en stekelart som beskrevs av Bain 1970. Lissonota fulva ingår i släktet Lissonota och familjen brokparasitsteklar. Inga underarter finns listade i Catalogue of Life.